# CMP cinasa
La CMP cinasa (EC 2.7.4.25) es una enzima que cataliza las siguientes reacciones:
- Transferencia de un grupo fosfato desde el ATP al CMP (citidina monofosfato):

ATP + CMP {\displaystyle \rightleftharpoons } ADP + CDP
- Transferencia de un grupo fosfato desde el ATP al dCMP (deoxicitidina monofosfato):

ATP + dCMP {\displaystyle \rightleftharpoons } ADP + dCDP
La citidina monofosfato cinasa procariota fosforila específicamente citidina monofosfato o deoxicitidina monofosfato, usando ATP como donante preferente del grupo fosforilo. A diferencia de la citidilato cinasa, una enzima eucariota que fosforila uridina monofosfato (UMP) y citidina monofosfato con eficiencia similar, la enzima procariota fosforila UMP a muy baja velocidad. Esta función es realizada por los procariotas a través de la UMP cinasa. La CMP cinasa fosforila CMP y dCMP con la misma eficiencia.